# Burg Vilzelt
Die Burg Vilzelt, auch Vilszelt, Filzelt, Velshelt oder Valshelle, ist eine kleine ehemalige Wasserburg im Stadtteil Heister der Stadt Unkel im Landkreis Neuwied in Rheinland-Pfalz.

## Lage

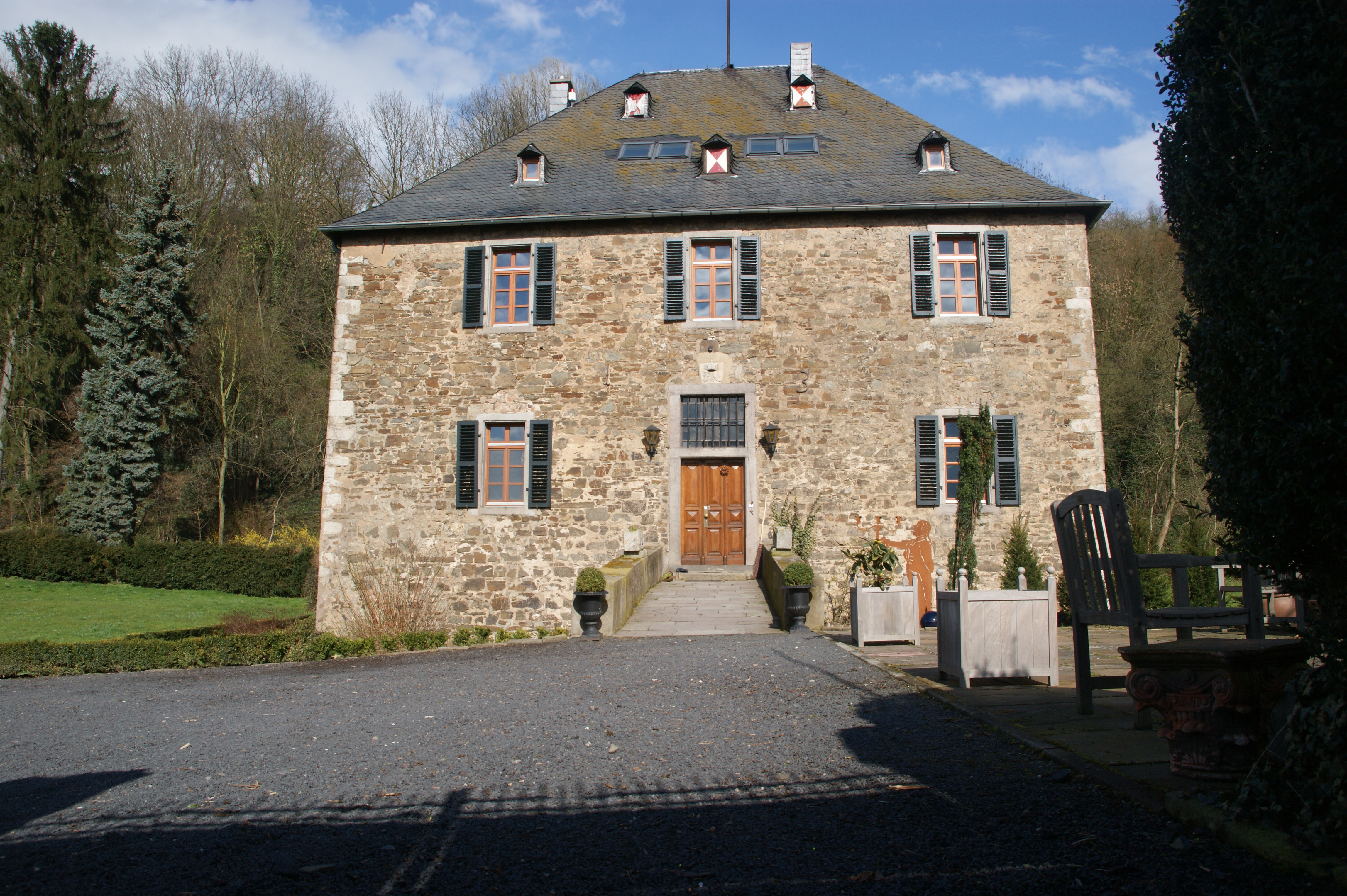
Burg Vilzelt

Die Burg liegt auf rund 55 m ü. NN. Ihr Name rührt wahrscheinlich von Felshalde, in Bezug auf die hinter der Burg liegende Heisterer Ley.
Erreichbar ist sie von der Ortsmitte Heisters aus über eine Brücke, die einen seit dem 6. Jahrhundert trockenen Altrheinarm und die rechtsrheinische Bahnstrecke quert.
Die Wanderwege U 21, U22, U20 und E 4 und E18 und der Rheinsteig führen direkt an der Burg entlang.

## Beschreibung
Die Burganlage ist ein prunkloses Haus mit seinem schiefergedeckten Walmdach aus natürlichem Unkeler Bruchstein.

## Geschichte
Das genaue Entstehungsdatum der Burg Vilszelt ist unklar. Eine erste urkundliche Erwähnung der Anlage datiert aus dem Jahr 1290, als Vilzelt von einem Arnold zu Unkel an den Deutschen Orden übertragen wurde.
Offenbar handelte es sich bei Vilzelt später um Besitz des Erzbistums Köln, denn das Kölner Domkapitel richtete dort den Sitz eines Vogtes ein. Als Vögte treten zunächst Mitglieder der verschwägerten Adelsgeschlechter „von Oetgenbach“ (auch „von Uetgenbach“) und „von dem Werde(r)“ auf.
Am 20. Mai 1449 verkauften Adam von Oetgenbach und seine Ehefrau Maria die Burg an Wilhelm von Nesselrode-Ehreshoven, der in der Folgezeit auch mit der Burg von Kurköln belehnt wurde. Wilhelm war in erster Ehe mit Swenold von Landsberg verheiratet, in zweiter Ehe mit Eva von Oetgenbach, die Tochter von Dietrich von Oetgenbach, daher die Verbindung zu Vilszelt: Adam von Oetgenbach war Evas Bruder.
Die Familie von Nesselrode ließ in den Jahren 1713 bis 1716 von dem niederländischen Meister Matys Groenlant die Brücke über den Wassergraben erneuern und von Werner Riegel ein ansehnliches Portal errichten.
Bis zu Beginn des 20. Jahrhunderts befand sich der Bau im Eigentum der Familie von Nesselrode, bewohnt wurde er jedoch überwiegend von Pächtern. So verbrachte der Bildhauer Walter Howard dort seine Kindheit und hatte vor, in dem „ziemlich groben, viereckigen Klotz“, eine Privatmusikschule einzurichten.
1953 veräußerte Gräfin Marie Luise Agathe, die 1933 Hesso Prinz zu Leiningen geheiratet hatte, das Anwesen an Markwart Freiherr von Sobeck-Werder. So gelangte die Burg nach fast 455 Jahren wieder in die Hände jener Familie, die als eine der ersten Vogtsfamilien von Vilzelt belegt ist. Über der Tür befindet sich das Wappen von Hesso Leopold Heinrich Prinz zu Leiningen (23. Juli 1903 – 19. Juni 1967) und seiner Frau, Marie-Louise Agathe Gräfin von Nesselrode-Ehreshoven (geb. 31. Juli 1905).
Heute wird die Burg Vilzelt privat genutzt.